# No(w) Future
No(w) Future è il quarto album dei Jesus Franco & the Drogas, prodotto dalla Bloody Sound Fucktory nel 2019.

## Tracce
1. Acufene
2. No Talent Show
3. Right or Wrong
4. Some People
5. Blast-O-Rama
6. Brain Cage
7. Wake Up